# Cantone di Souvigny
Il Cantone di Souvigny è una divisione amministrativa dell'arrondissement di Moulins.
A seguito della riforma approvata con decreto del 27 febbraio 2014, che ha avuto attuazione dopo le elezioni dipartimentali del 2015, è passato da 11 a 29 comuni.

## Composizione
Gli 11 comuni facenti parte prima della riforma del 2014 erano:
- Agonges
- Autry-Issards
- Besson
- Bresnay
- Chemilly
- Gipcy
- Marigny
- Meillers
- Noyant-d'Allier
- Saint-Menoux
- Souvigny

Dal 2015 i comuni appartenenti al cantone sono i seguenti 29:
- Agonges
- Autry-Issards
- Besson
- Bransat
- Bresnay
- Bressolles
- Cesset
- Châtel-de-Neuvre
- Châtillon
- Chemilly
- Contigny
- Cressanges
- Deux-Chaises
- Gipcy
- Laféline
- Marigny
- Meillard
- Meillers
- Monétay-sur-Allier
- Le Montet
- Noyant-d'Allier
- Rocles
- Saint-Menoux
- Saint-Sornin
- Souvigny
- Le Theil
- Treban
- Tronget
- Verneuil-en-Bourbonnais